# Centre d'approches vivantes des langues et des médias
 (septembre 2016).
Si vous disposez d'ouvrages ou d'articles de référence ou si vous connaissez des sites web de qualité traitant du thème abordé ici, merci de compléter l'article en donnant les références utiles à sa vérifiabilité et en les liant à la section « Notes et références ».
Le Centre d’approches vivantes des langues et des médias, dont l’acronyme est CAVILAM, est une association française sans but lucratif visant principalement l'enseignement du français aux étrangers. Il fut fondé le 6 juillet 1964 par Pierre Coulon, alors maire de Vichy, à l'initiative de Michel Pobers (d), des universités de Clermont-Ferrand et de la ville de Vichy. Le premier directeur en est Max Dany (d), pendant plus de 20 ans (1964-1987).

## Présentation
Le CAVILAM - Alliance Française a reçu plus de 120 000 stagiaires de toutes nationalités depuis sa création. Il est devenu un des grands centres de référence de l'enseignement du français aux étrangers grâce en particulier à son action dans le domaine de l'innovation pédagogique. Il assure également des enseignements en anglais, allemand, espagnol et italien et d'autres langues sur demande.
Par son activité et sa réputation internationale, il contribue à la notoriété de Vichy Val d'Allier et des universités de Clermont-Ferrand.
Le CAVILAM a reçu le label Qualité FLE en 2008 avec les meilleures notes dans tous les domaines évalués : formation, enseignants, gestion, accueil et locaux.
Le CAVILAM - Alliance Française est membre de Campus France, du groupement professionnel FLE et de l'ADCUEFE (Association des centres universitaires d'enseignement du français aux étrangers).
Depuis septembre 2012, le CAVILAM a intégré le réseau international des Alliances françaises et prend le nom de CAVILAM – Alliance française
Sa présidente actuelle est Claire Grelet, adjointe au maire de Vichy, déléguée à l'enseignement et professeur d'université à l'université d'Auvergne. Son directeur général est Michel Boiron (d).

## Activités stratégiques
Le CAVILAM - Alliance Française a principalement trois activités : l'enseignement du français langue étrangère et d'autres langues ; la formation continue d'enseignants de français et la création de matériel pédagogique à diffusion mondiale.
Il conduit une politique systématique d'innovation pédagogique.
Le CAVILAM - Alliance Française coopère de manière régulière avec le ministère français de l'Europe et des Affaires étrangères, l'Institut français (créé en 2011), l'Organisation internationale de la Francophonie, les services culturels français à l’étranger et plusieurs médias, notamment TV5 Monde, RFI et Canal Académie.
Il conçoit et assure des sessions de formation pour les directeurs et responsables de centres culturels français à l'étranger.
Le CAVILAM - Alliance Française propose des cours de français langue étrangère (FLE) pour tous niveaux et tous publics : étudiants qui préparent leurs études en France, élèves des grandes écoles, classes préparatoires et élèves ingénieurs, professionnels, diplomates, scolaires en voyages de classe, etc. L'activité de formation pour les cadres de grandes entreprises françaises (Total, Areva, Michelin, etc.) s’est récemment intensifiée.
L'enseignement des langues étrangères — essentiellement l'anglais — s'adresse au grand public, aux enfants en contexte scolaire et aux entreprises.

## Chiffres
Le CAVILAM - Alliance Française comprend 64 salariés permanents, 80 salariés annualisés. En été, en période de forte activité, près de 180 personnes travaillent pour l'association. La pandémie de Covid-19 a eu en 2020 de lourdes conséquences sur la marche sur l'établissement.
Il reçoit annuellement environ 3 400 à 3 800 stagiaires étrangers de près de 110 nationalités dont environ 1 000 professeurs de français en formation continue.
La saisonnalité de l'activité est très marquée : 170 à 250 stagiaires en hiver avec des pointes à 350 stagiaires et plus de 1 000 stagiaires simultanément en été.
La formation de professeurs de français en formation continue représente près de 16 % de son activité.
Le CAVILAM joue un rôle considérable dans l'économie locale en représentant un volume de plus de 115 000 nuitées sur l'agglomération Vichy Val d'Allier.
60 % des stagiaires sont hébergés en familles d'accueil.

## Valeurs distinctives
Le CAVILAM - Alliance Française annonce promouvoir ses valeurs dans toutes les composantes de son activité :
- son cœur de métier : l'enseignement du français et d'autres langues ;
- la recherche pédagogique appliquée avec la production de nombreux outils d'apprentissage et d'enseignement à diffusion mondiale ;
- l'accompagnement attentionné et personnalisé des stagiaires résidentiels ;
- l'adaptation constante de son offre à la demande ;
- la gestion responsable de l'établissement axée sur l'équilibre économique et l'équité sociale ;
- le bien-être des stagiaires et de l'équipe.

Le site « le plaisir d'apprendre » du CAVILAM - Alliance Française propose des fiches pédagogiques et un éventail d'activités pour intégrer le multimédia en classe de langue, des points de réflexion sur l'innovation pédagogique, des ateliers de perfectionnement pour formateurs, ainsi qu'une bibliographie et sitographie.